# Истапалука
Истапалука (шп. Ixtapaluca) је град у Мексику у савезној држави Мексико. Према процени из 2005. у граду је живело 290.076 становника.

## Становништво
Према процени из 2005. у граду је живело 290.076 становника.
| 1990.   | 1995.   | 2000.   | 2005.   |
| ------- | ------- | ------- | ------- |
| 115.711 | 153.138 | 235.827 | 290.076 |